# Andrena accepta
Andrena accepta là một loài Hymenoptera trong họ Andrenidae. Loài này được Viereck mô tả khoa học năm 1916.

## Hình ảnh

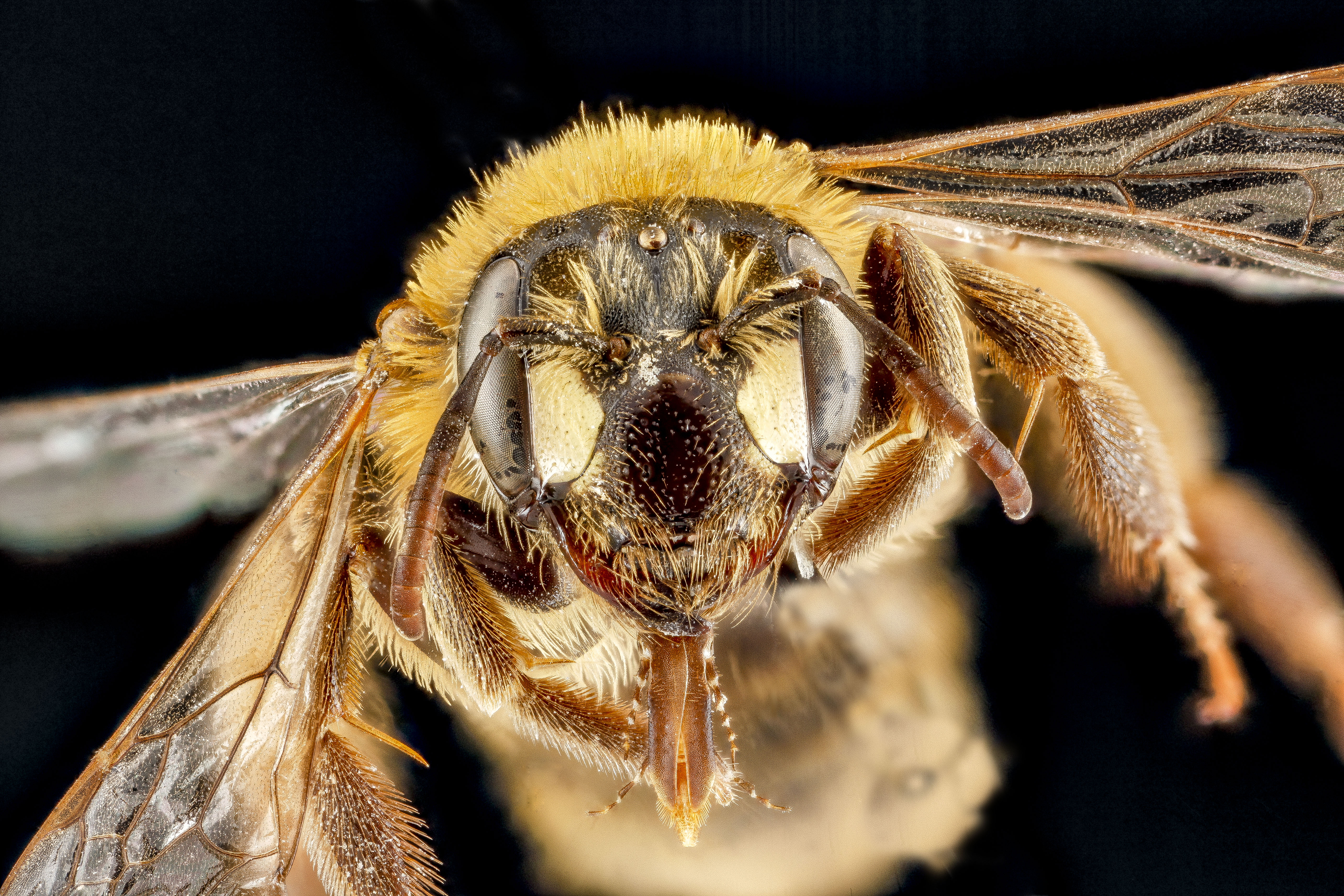